# Isnardia natans
Isnardia natans là một loài thực vật có hoa trong họ Anh thảo chiều. Loài này được (Elliott) Kuntze mô tả khoa học đầu tiên năm 1891.